# The Last Witch Hunter
The Last Witch Hunter is een actie-, avonturen- en fantasyfilm uit 2015, geregisseerd door Breck Eisner.

## Plot
Kaulder (Vin Diesel), een onsterfelijke heksenjager, krijgt de taak om de heksen uit New York ervan te weerhouden de mensheid te vernietigen via een gruwelijke plaag. Om hierin te slagen, moet hij iets doen waarvan hij dacht dat hij dit nooit zou doen: samenwerken met een heks.

## Rolverdeling
- Vin Diesel als Kaulder
- Rose Leslie als Chloe
- Elijah Wood als de 37ste Dolan
- Ólafur Darri Ólafsson als Belial
- Rena Owen als Glaeser
- Julie Engelbrecht als de Heksenkoningin
- Michael Caine als 36ste Dolan
- Joseph Gilgun als Ellic
- Isaach De Bankolé als Max Schlesinger
- Lotte Verbeek als Helena
- Dawn Olivieri als Danique